# Gabriel Casuso
Gabriel Casuso Roque (Guamutas, 1851-La Habana, 1923) fue un médico cubano.

## Biografía
Nacido el 6 de febrero de 1851 en la localidad de Guamutas, perteneciente a la provincia de Matanzas, prestó su interés a la profilaxia quirúrgica y obstétrica. Fundador de El Progreso Médico y autor de numerosos trabajos científicos, ocupó el cargo de rector de la Universidad de La Habana. Falleció el 17 de mayo de 1923 en La Habana.